# Роззброєння
Роззбро́єння — скорочення різних видів озброєнь, яке може мати як односторонній (коли це робить одна країна), так і багатосторонній (коли воно спирається на міжнародну угоду) характер.

Принцип міжнародного права, встановлений у Статуті ООН як обов'язок держав — членів Організації співробітничати між собою у сфері регулювання озброєнь з метою сприяння досягненню і підтриманню міжнародного миру та безпеки.